# Güell-kolónia
A spanyolországi Santa Coloma de Cervellóban (Katalónia, Barcelona tartomány) található a 2005-ben az UNESCO világörökségébe került Güell-kripta, mely az ún. Güell Kolónia (katalánul Colònia Güell) egy részét képezi.

## A kolónia
Maga a kolónia a munkások lakóhelye volt Eusebi Güell gróf textilgyára körül, s abban különbözött a számos hasonló textilkolóniától, hogy a gróf neves modernista építészeket bízott meg tervének megvalósításához. Antoni Gaudí mellett még dolgozott rajta Francesc Berenguer i Mestres és Joan Rubió i Bellvé. 1890-től 1973-ig, bezárásáig folyamatosan működött. Ma is élnek még itt közel 800-an.

## A kripta
Güell – a különböző egyéb közösségi intézmények mellett – kápolnát is kívánt építtetni a munkáskolónia területén. 1898-ban kereste fel Gaudít ötletével, aki barátjának megbízásából mintegy 10 évvel később elkezdte az építkezést. A munkálatok azonban félbemaradtak, s a templom befejezetlenül áll. 1914-ben a család nem tudta tovább finanszírozni  a nagyszabású tervet, ezért azt kénytelenek voltak felfüggeszteni. Mivel kielégítő tervek nem maradtak fenn a folytatás lehetőségéhez, így későbbi korok művészei, építészei sem tudták befejezni a templomot. 
Az építész a katalán modernizmus stílusában alkotta meg a környezetébe szinte beleolvadó építményt. A kriptaként ismert épület nem más, mint maga a kolónia temploma. Kísérleti jellegű műnek mondható, melyen mestere sok később bevált építészeti megoldást először próbált ki.  
Felépült részei a bejárati portál, a kripta, a feljáró lépcső és a harangtorony alapjai. Anyaga kalcit és bazalt. A boltozat nyomása szerkezetileg már nem a külső támpillérekre hárul, hanem az épület belsejében kialakított döntött támaszokra. A boltozatbordák rendszertelennek tűnnek, akárcsak a színes üvegablakok elhelyezése is. Külső falán a mozaikdíszítés vallási szimbólumokat rejt. 
A Güell-kriptát 1969-ben történeti-művészeti emlékké nyilvánították. 1990 óta műemlékvédelem alatt áll. Mind maga a templom, mind a kolónia megtekinthető.